# Johann Friedrich Frisch

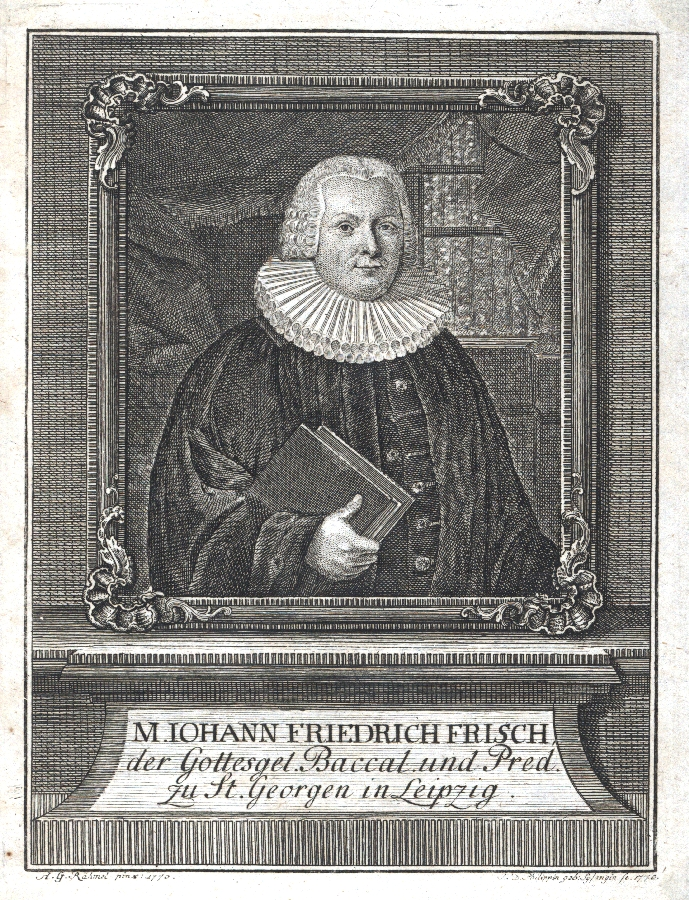
Johann Friedrich Frisch

Johann Friedrich Frisch (* 6. Dezember 1715 in Erbisdorf; † 4. November 1778 in Leipzig) war ein deutscher evangelischer Theologe.

## Leben
Frisch besuchte das Gymnasium Franziskaneum in Meißen und immatrikulierte sich dann am 20. Oktober 1737 an der Universität Leipzig. Später wechselte er an die Universität Wittenberg, wo er am 17. Oktober 1743 den akademischen Grad eines Magisters der Philosophie erlangte. Er kehrte 1745 als Privatdozent an die Universität Leipzig zurück und wurde Katechet an der Peterskirche.
1748 wurde er dort Baccalaureus der Theologie und Sonnabendsprediger in der Thomaskirche. 1749 ging er als Substitut des Pastors nach Taucha, wo er 1750 Diakon wurde. Ab 1762 war er Pastor der Georgskirche in Leipzig. Als Leipziger Zuchthauspfarrer wirkte er bis zu seinem Lebensende.
In Leipzig war er Mitglied einer 1768 gegründeten Lesegesellschaft.

## Werkauswahl

### Schriften
1. Diss, de vero sensu et genuina ratione legis divinae Deuter. 22, 10. Leipzig 1744
2. Diss. de Amica Romana, ad illustr. leg. CXXXIV Dig. do verb, signif. Leipzig 1744
3. Commentatio de muliere peregrina apud Ebraeos minus honeste habita, ad illustranda allquot sanctiorum litterarum monimenta. Leipzig 1744
4. Diss. de haerede infante ad dicendam caussam ex iure Romano pro Paullo, ad Galat. 4, 1. 2. Leipzig 1745
5. Diss. de Levi, cum Mattthaeo non confundendo, ad Maitth. 9, 9. Marc. 2, 4- Luc. 5, 27. Leipzig 1746
6. Josephi Torelli, Itali, Animadversiones in Hebr. Exodi Librum et in Graecam LXX interpretationem notatae atque examinatae. Leipzig 1746
7. Schriftmässige Abhandlung von Belohnungen in ewigen Hütten, nach den Zeugnissen des Neuen Testaments. Leipzig 1749
8. Unpartheyische und vollständige Kritik über die Heumannische Ueberfetzung des Neuen Testaments mit einer Prüfung der von andern Gelehrten hierüber angestellten u. öffentlich ertheilten Anmerkungen. 1. Teil, welcher die historischen Bücher in sich führt Leipzig 1750, 2. und letzter Teil. Leipzig 1750
9. D. Joh. Franz Buddei Catechetische Theologie, aus dessen hinterlassener Handschrift, nebst Hrn. Joh. Georg Walch's Einleitung in die catechetische Historie, ausgearbeitet und herausgegeben. Jena 1752
10. Polemischer Katechismus, oder gründlicher Unterschied der evangelischen und römisch-katholischen Religion, in Frag und Antwort; nebst einer Vorrede von Joh. Friedrich Bahrdt u. s. w. Leipzig 1756, 2. Ausg. Leipzig 1760
11. Biblische Abhandlung vom Osterlamm überhaupt, und dem letzten Osterlammstage Christi, als dessen Todestage, insbesondere; nach so vielen Streitigkeiten der Gottesgelehrten auf eine entscheidende Art abgefasset. Leipzig 1758
12. Josephi, des allerersten und wahrhaftig grossen geheimen Kammer- und Steuerraths, angelegte Kreis-Steuer- - Städte in Aegypten; Abhandlung über 1 B. Mos. 47, 21. Leipzig 1771
13. Erklärte Busstexte in Chursachsen, durch einige Jahre. Leipzig 1772
14. Katechetische Erklärung aller Sonn- und Festtags-Episteln u. s. w. Leipzig 1772
15. Apokalyptischer Katechismus, oder katechetische Erklärung und Anwendung der hohen Offenbarung S. Johannis. Leipzig 1773
16. Die gute Sache der Heidenbekehrungen in den mittlern Zeiten, nach Gründen der Religion, des Staats und der Geschichte, besonders der bekehrten heidnischen Sachsen, Preussen, Wenden und anderer Völker, geprüft und erwiesen u. s. w. Leipzig 1776
17. Unnütze Kritik über die Heidenbekehrungen; an Seiler'n. Leipzig 1778
18. Kurzgefaßte Nachricht von der gewöhnlichen Busstags-Feyer in den Chursächischen Landen; nebst einem doppelten Register über alle von 1626 ausgeschriebene Busstexte bis auf gegenwärtige Zeit. Leipzig 1778

### Herausgeberschaften
1. Katechetische Erklärung aller Sonn- und Festtags-Evangelien, zum öffentlichen und besondern Gebrauch ehemals von M. Chrift, Langhannsen gefertiget, nunmehr völlig umgearbeitet, vermehrt, und verbessert herausgegeben. Leipzig 1770
2. M. Job. Samuel Adami Wegweiser zum wahren Christenthum, nach den Hauptstücken des Catechismi Lutheri, vermehrt und verbessert. 4. Auflage. Freiberg 1771
3. Katechetische Erklärung der ganzen Passionsgeschichte Jesu Christi, vormals von M. Chrift. Langhannsen, nunmehr aber völlig umgearbeitet, vermehrt und verbessert; nebst einer Vorrede von der prakt. Behandlung der Passionsgeschichte. Leipzig 1772
4. M. Sebastian Schützens, weil. Pfarrers zu Oderan, und der Freybergischen Inspection Adjunkt, Ordnung des Heils, nach den fünf Hauptstücken des Catechismi Lutheri, in zwey und fünfzig Examinibus; aufs neue durch und durch vermehrt und verheuert. Leipzig 1773